# حسن أباد وسطي
حسن‌ أباد وسطي هي قرية في مقاطعة تيران وكرون، إيران. عدد سكان هذه القرية هو 1,421 في سنة 2006.